# Comtat d'Albox

Escut d'Albox, província d'Almeria.

El Comtat d'Albox és un títol nobiliari espanyol, creat el 20 de desembre de 1905 pel rei Alfons XIII a favor de Manuel de Eguilior y Llaguno, Ministre d'Hisenda, Senador del Regne, en reconeixement de la seva participació, en qualitat de comissari regi, en les tasques de reconstrucció de les comarques d'Almeria que van ser devastades després de les inundacions de 1891.
La seva denominació fa referència a la localitat d'Albox, a la comarca de Valle del Almanzora, província d'Almeria.

## Comtes d'Albox
|                         | Titular                                         | Període                 |
| Creació per Alfons XIII | Creació per Alfons XIII                         | Creació per Alfons XIII |
| ----------------------- | ----------------------------------------------- | ----------------------- |
| I                       | Manuel de Eguilior y Llaguno                    | 1905-1931               |
| II                      | Manuel María de Eguilior y Puig de la Bellacasa | 1951-2015               |

## Història dels comtes d'Albox
- Manuel de Eguilior y Llaguno (1842-1931), I comte d'Albox. El va succeir, del seu germà Gregorio de Eguilior y Llaguno, casat amb María del Carmen Rodríguez y Avial, i a través del fill de tots dos, Manuel María de Eguilior y Rodríguez, que va casar amb Mercedes Puig de la Bellacasa y Blanco, el fill d'aquests últims, per tant el seu renebot:
- Manuel María de Eguilior y Puig de la Bellacasa (m. en 2015), II comte d'Albox.

1. Va casar amb Ana María de Montfort i Gómez-Rodulfo.

El títol ha restat vacant pel traspàs del darrer titular.